# Roberto Pagnin
Roberto Pagnin (Vigonovo, 8 juli 1962) is een voormalig Italiaans wielrenner.

## Belangrijkste overwinningen
1984
Trofeo Banca Popolare di Vicenza
1986
6e etappe Tirreno-Adriatico
1987
Ronde van Lazio
5e etappe Ronde van Spanje
17e etappe Ronde van Spanje
1989
Ronde van Veneto
3e etappe Ronde van Spanje
1990
3e etappe Ronde van Reggio Calabria
1991
Ronde van Veneto
3e etappe Ronde van Murcia
1992
10e etappe Ronde van Italië
9e etappe Ronde van Zwitserland
1993
3e etappe Catalaanse Week
3e etappe Wielerweek van Lombardije
1994
8e etappe Tirreno-Adriatico

## Resultaten in voornaamste wedstrijden
| Jaar | Ronde van Italië | Ronde van Frankrijk | Ronde van Spanje |
| ---- | ---------------- | ------------------- | ---------------- |
| 1985 | 79e              |                     |                  |
| 1986 | 80e              | opgave              |                  |
| 1987 | 41e              |                     | opgave (2)       |
| 1988 | 49e              |                     |                  |
| 1989 |                  |                     | opgave (1)       |
| 1990 | 69e              |                     |                  |
| 1991 | opgave           |                     |                  |
| 1992 | opgave (1)       |                     | opgave           |
| 1993 | opgave           |                     | opgave           |
| 1994 | 97e              |                     | 117e             |
| 1995 | 120e             |                     |                  |

| Jaar | Milaan-San Remo | Gent-Wevelgem | Parijs-Roubaix | Luik-Bast.‑Luik | Ronde van Lombardije |  | WK op de weg |  | Wereldranglijsten |
| ---- | --------------- | ------------- | -------------- | --------------- | -------------------- |  | ------------ |  | ----------------- |
| 1985 |                 |               |                | 30e             |                      |  |              |  |                   |
| 1986 | 106e            | 39e           | 25e            | 8e              | 22e                  |  |              |  |                   |
| 1987 | 144e            | 4e            |                |                 |                      |  | 65e          |  |                   |
| 1988 | 31e             |               |                |                 |                      |  |              |  |                   |
| 1989 |                 |               |                |                 | 5e                   |  |              |  | 31e (UWB)         |
| 1990 |                 |               |                |                 |                      |  |              |  |                   |
| 1991 |                 |               |                |                 |                      |  |              |  |                   |
| 1992 |                 | 110e          |                |                 |                      |  |              |  |                   |
| 1993 |                 |               |                |                 |                      |  |              |  |                   |
| 1994 | 144e            |               |                |                 |                      |  |              |  |                   |
| 1995 | 154e            |               |                |                 |                      |  |              |  |                   |